# Josef Král (lední hokejista)
Josef Král (14. ledna 1899 Praha – ?) byl československý hokejista a později předseda hokejového svazu. V reprezentaci odehrál 7 zápasů, vstřelil 1 gól.
Jako populární sportovec, si zahrál větší roli hokejisty Josefa, ve filmu Sňatková kancelář (1932).

## Klubové statistiky
| Sezona  | Klub      | Soutěž | Základní část | Základní část | Základní část | Základní část | Základní část | Play off | Play off | Play off | Play off | Play off |
| Sezona  | Klub      | Soutěž | Z             | G             | A             | B             | TM            | Z        | G        | A        | B        | TM       |
| ------- | --------- | ------ | ------------- | ------------- | ------------- | ------------- | ------------- | -------- | -------- | -------- | -------- | -------- |
| 1929–30 | LTC Praha | —      | —             | —             | —             | —             | —             | —        | —        | —        | —        | —        |
| 1930–31 | LTC Praha | —      | —             | —             | —             | —             | —             | —        | —        | —        | —        | —        |

### Reprezentační statistiky
| Rok  | Tým            | Událost | Z | G | A | B | TM |
| ---- | -------------- | ------- | - | - | - | - | -- |
| 1930 | Československo | MS      | 0 | 0 | 0 | 0 | —  |
| 1931 | Československo | MS      | 1 | 0 | 0 | 0 | —  |